# Loena 13
Loena 13 (E-6M serie) of Loenik 13 (Russisch: Луна-13) was een onbemand ruimtevaartuig van het Loenaprogramma.
Loena 13 werd vanuit een parkeerbaan om de aarde naar de Maan gelanceerd en voerde op 24 december 1966 een zachte landing uit in de Oceanus Procellarum.
Het omhulsel in de vorm van een bloemblad ging open, antennes richtten zich op en vier minuten na de landing was er al radiocontact. 25 en 26 december verzond het ruimteschip panoramafoto's van het maanlandschap bij verschillende zonnestanden. Elk panorama vergde honderd minuten om door te sturen. Het ruimtescheepje was uitgerust met instrumenten om de sterkte en de fysische eigenschappen te meten en met een stralingsmeter om gegevens te kunnen verzamelen over de mechanische en fysische eigenschappen van het maanoppervlak en de mate van weerkaatsing van kosmische straling te bepalen. De uitzendingen van Loena 13 stopten op 28 december 1966.
Loena 13 was, na Loena 9 en Surveyor 1 het derde ruimtevaartuig dat met succes een zachte landing uitvoerde op de Maan. De sonde landde 24 december 1966 om 18:01 UT in de Oceanus Procellarum tussen de kraters Krafft en Seleucus, 18°52' NB EN 62°3' WL. Anders dan zijn voorganger, had de zwaardere Loena 13-lander (113 kilogram) naast fotoapparatuur wetenschappelijke instrumenten bij zich. Een drieassige versnellingsmeter in het landingsgestel registreerde de krachten bij de landing om de structuur van de bodem te kunnen berekenen tot 20 à 30 centimeter diepte.
Twee verende uitsteeksels werden eveneens in stelling gebracht. Een daarvan bevatte een penetrometer die de kracht kan meten die nodig is om het regoliet van de maanbodem te doordringen; het apparaat meet dit met een kleine hoeveelheid explosief. Het andere uitsteeksel had een "backscatter densitometer" die de dichtheid van het regoliet van de maanbodem op korte afstand kon meten. Vier infrarooddetectoren maten de temperatuur van het maanoppervlak; om 12 uur 's middags, op het hoogste punt van de dag, was dit 117 graden.
Loena 1958A · Loena 1958B · Loena 1958C · Loena 1 · Loena 1959A · Loena 2 · Loena 3 · Loena 1960A · Loena 1960B · Spoetnik 25 · Loena 1963B · Loena 4 · Loena 1964A · Loena 1964B · Kosmos 60 · Loena 1965A · Loena 5 · Loena 6 · Loena 7 · Loena 8 · Loena 9 · Kosmos 111 · Loena 10 · Loena 11 · Loena 12 · Loena 13 · Loena 1968A · Loena 14 · Loena 1969A · Loena 1969C · Loena 15 · Kosmos 300 · Kosmos 305 · Loena 1970A · Loena 16 · Loena 17 · Loena 18 · Loena 19 · Loena 20 · Loena 21 · Loena 22 · Loena 23 · Loena 1975A · Loena 24 · Loena 25 · Loenochod